# Hoplosmia bidentata
Hoplosmia bidentata är en biart som först beskrevs av Ferdinand Morawitz 1876.
Hoplosmia bidentata ingår i släktet taggmurarbin och familjen buksamlarbin.

## Utseende
Ett övervägande svart bi med stort huvud, svagt brunfärgade vingar och smala, vita hårband mellan tergiterna (bakkroppens segment på ovansidan).

## Ekologi
Arten är generalist och hämtar pollen från många växtfamiljer; de vanligaste är korgblommiga växter (som bland annat klintar, tistlar, maskrosor och cikorior), ärtväxter (som bland andra esparsettsläktet), strävbladiga växter (snokörter) och tallväxter.

## Utbredning
Hoplosmia bidentata har påträffats i Östeuropa, Balkan och Mellanöstern.

## Underarter
Arten delas in i följande underarter:
- Hoplosmia bidentata bidentata
- Hoplosmia bidentata pallens